# Liberators: Fighting on Two Fronts in World War II
Pour plus de détails, voir Fiche technique et Distribution.
Liberators: Fighting on Two Fronts in World War II est un film américain réalisé par William Miles et Nina Rosenblum, sorti en 1992.

## Synopsis
Le film suit le 761e Tank Battalion et les 183rd Combat Engineers lors de la Seconde Guerre mondiale et évoque le racisme aux États-Unis et la libération des camps de concentrations nazis.

## Fiche technique
- Titre : Liberators: Fighting on Two Fronts in World War II
- Réalisation : William Miles et Nina Rosenblum
- Scénario : John Crowley
- Montage : Steven Olswang
- Narration : Denzel Washington
- Lecture : Louis Gossett Jr.
- Production : William Miles et Nina Rosenblum
- Pays :  États-Unis
- Genre : Documentaire
- Durée : 90 minutes
- Dates de sortie : 
  -  États-Unis : 11 novembre 1992

## Distinctions
Le film a été nommé à l'Oscar du meilleur film documentaire.